# Chalcanthus
Chalcanthus là chi thực vật có hoa trong họ Cải.